# Pisonia sechellarum
Pisonia sechellarum là một loài thực vật thuộc họ Nyctaginaceae. Đây là loài đặc hữu của Seychelles. Chúng hiện đang bị đe dọa vì mất môi trường sống.